# なすの (列車)
なすのは、東日本旅客鉄道（JR東日本）が東北新幹線の東京駅 - 那須塩原駅・郡山駅で運行している特別急行列車の愛称である。

## 概要
1995年（平成7年）12月1日に、東北新幹線の各駅停車タイプの列車である「あおば」のうち、東京駅 - 那須塩原駅間で運転されていた列車を分離し、近距離新幹線列車として運転を開始した。主な利用客は東京駅 - 小山駅・宇都宮駅間の通勤通学客およびビジネス客である。その後、東北新幹線の運行体系見直しなどにより、日中の一部列車の運行区間が郡山駅まで延長され、現行の運行形態となっている。
列車名は目的地である「那須野が原」にちなみ、史上初の音読みを含む新幹線列車名であった。2階建車両（E4系）のみの編成で運行される場合は「Maxなすの」と呼ばれていた。
新幹線の列車名に採用される以前には、上野駅 - 黒磯駅間を東北本線経由で運行する準急列車として登場し、その後急行列車、新特急（エル特急）の名称としても使用されていた。

## 運行概況
東京駅 - 那須塩原駅・郡山駅間で平日16往復、土曜・休日13往復が運行される。これとは別に、小山発東京行きの上り1本が毎日運行される。号数は251号から282号が与えられている。
通常は郡山駅以北では運行されていないが、震災復旧中の2011年4月に福島駅まで臨時運行されたことがある。
車内販売は運行開始当初から小山発の上り1本と夜間の一部列車、臨時列車を除いて営業していたが、主に担当していた日本レストランエンタプライズの宇都宮営業支店が廃止された2010年3月以降は郡山駅発着列車（早朝の上り1本を除く）のみの営業に縮小され、2015年3月14日で全廃された。

### 停車駅
東海道・山陽新幹線の「こだま」や九州新幹線の「つばめ」と同様に定期列車は全列車が各駅に停車する。
東京駅 - 上野駅 - 大宮駅 - 小山駅 - 宇都宮駅 - 那須塩原駅 - 新白河駅 - 郡山駅
| 運行区間        | 下り | 上り | 備考                             |
| --------------- | ---- | ---- | -------------------------------- |
| 東京 - 郡山     | 5    | 6    |                                  |
| 東京 - 那須塩原 | 9    | 9    | 下り1本、上り2本は土曜・休日運休 |
| 東京 - 小山     | 0    | 1    |                                  |

### 使用車両・編成
E2系・E3系・E5系・E6系・E8系が使用される。E2系もしくはE5系単独の10両編成のほか、E5系とE3系L編成またはE8系G編成を併結した17両編成、E5系とE6系を併結した17両編成、及びE3系またはE8系単独の7両編成も運行されている。
通常「はやぶさ」＋「こまち」および「やまびこ」＋「つばさ」で運用されている他車の間合い運用を中心とした運用が行われる。なお、H5系は通常ダイヤでは運用に入らない。
E5系で運転される列車はグランクラスの営業も実施されるが、専任アテンダントによる車内サービスはなく、「はやぶさ」「はやて」「やまびこ」（一部列車を除く）より割安なグランクラス料金が設定される。
かつてはE1系・400系・200系・E3系R編成・E4系も使用されていた。
平日の東京駅17時台以降に発車する下り列車と9時台以前に東京駅に到着する上り列車は普通車が全車自由席となる。土曜日・休日は小山駅始発の252号を除く全列車に普通車の指定席が設定されている。

## 沿革

### 在来線

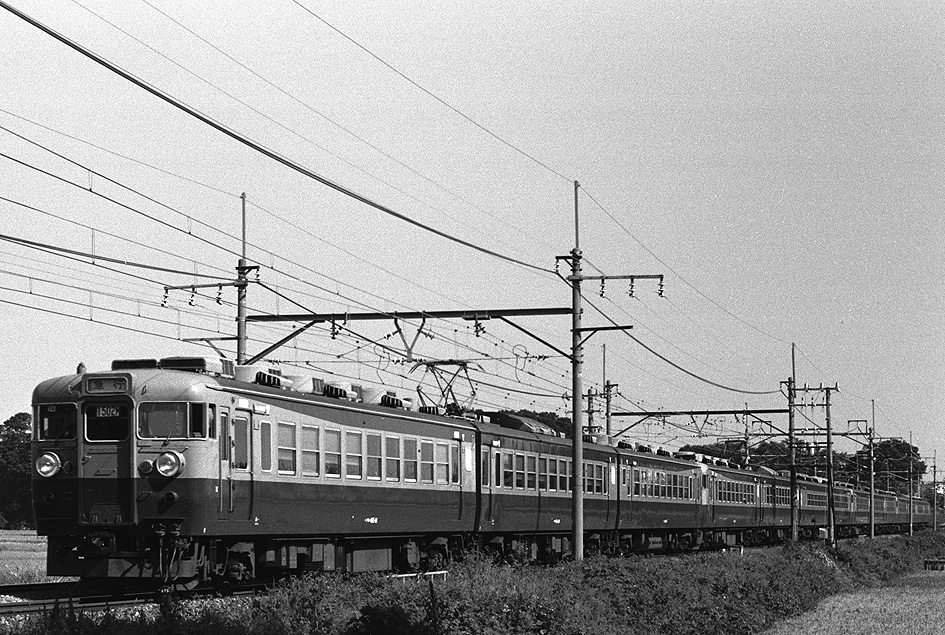
165系「なすの」

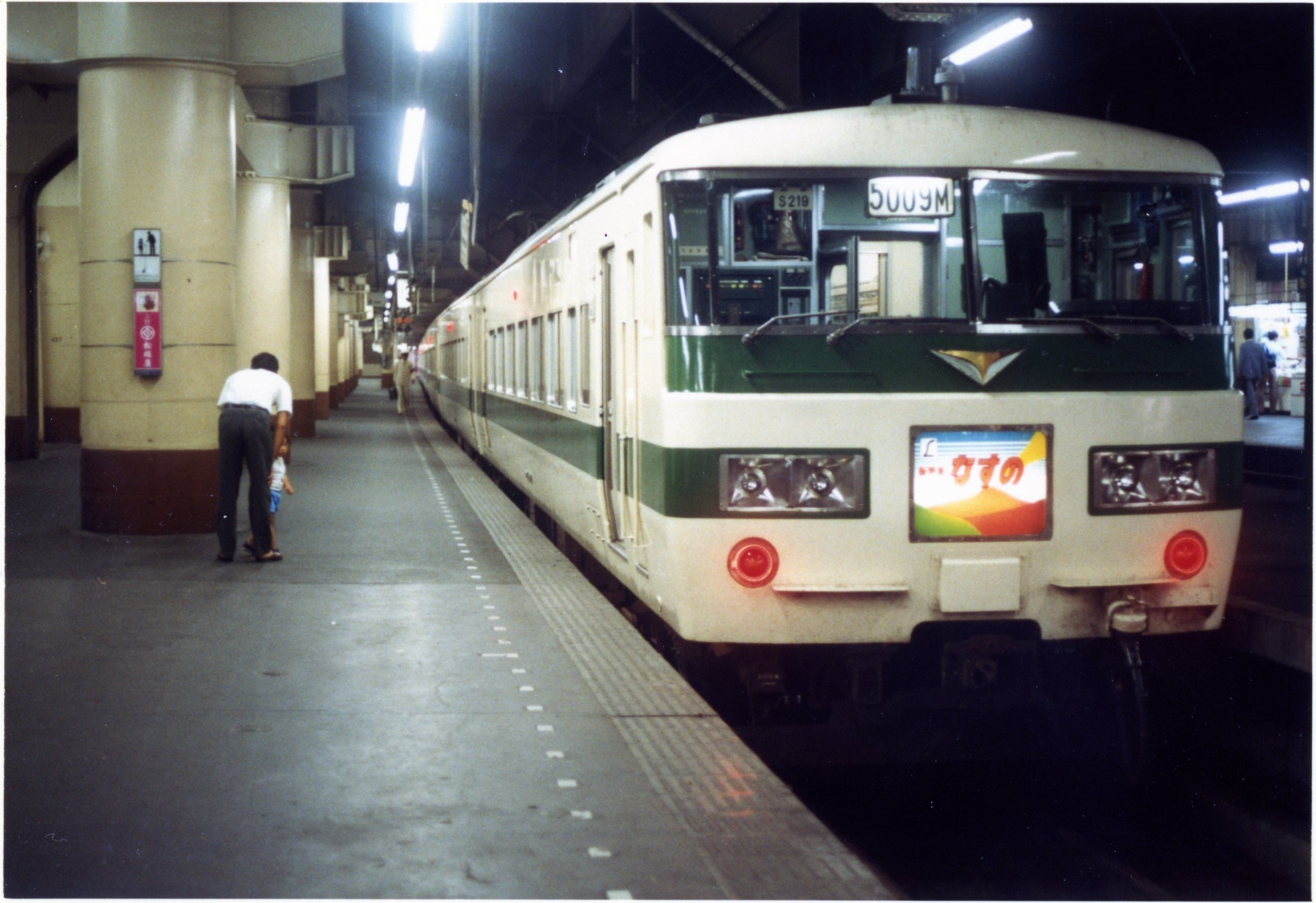
185系「新特急なすの」

- 1959年（昭和34年）：多客期に上野駅 - 黒磯駅間を特別準急電車「日光形」157系で運行される不定期準急列車「なすの」が運転開始。
- 1963年（昭和38年）：「なすの」の使用車両が157系から急行形165系に変更される。「湘南日光」とともに、165系使用列車の第1号となった[注 4]。
- 1966年（昭和41年）：不定期運行ながらも「なすの」は急行列車に格上げとなる。
- 1968年（昭和43年）：「しもつけ」が「なすの」に名称変更。「なすの」定期列車となる。同時に下り1本に115系電車、上り1本に455系・457系電車が充当され、455系・457系電車の上り1本が白河駅始発になる。
- 1985年（昭和60年）：「なすの」が特急列車に格上げされ、「新特急なすの」に名称変更。185系電車（200番台）を使用。
- 1990年（平成2年）：「新特急なすの」の東京側始発・終着駅を新宿駅に変更。通勤ライナーに近い運行となる。

### 新幹線

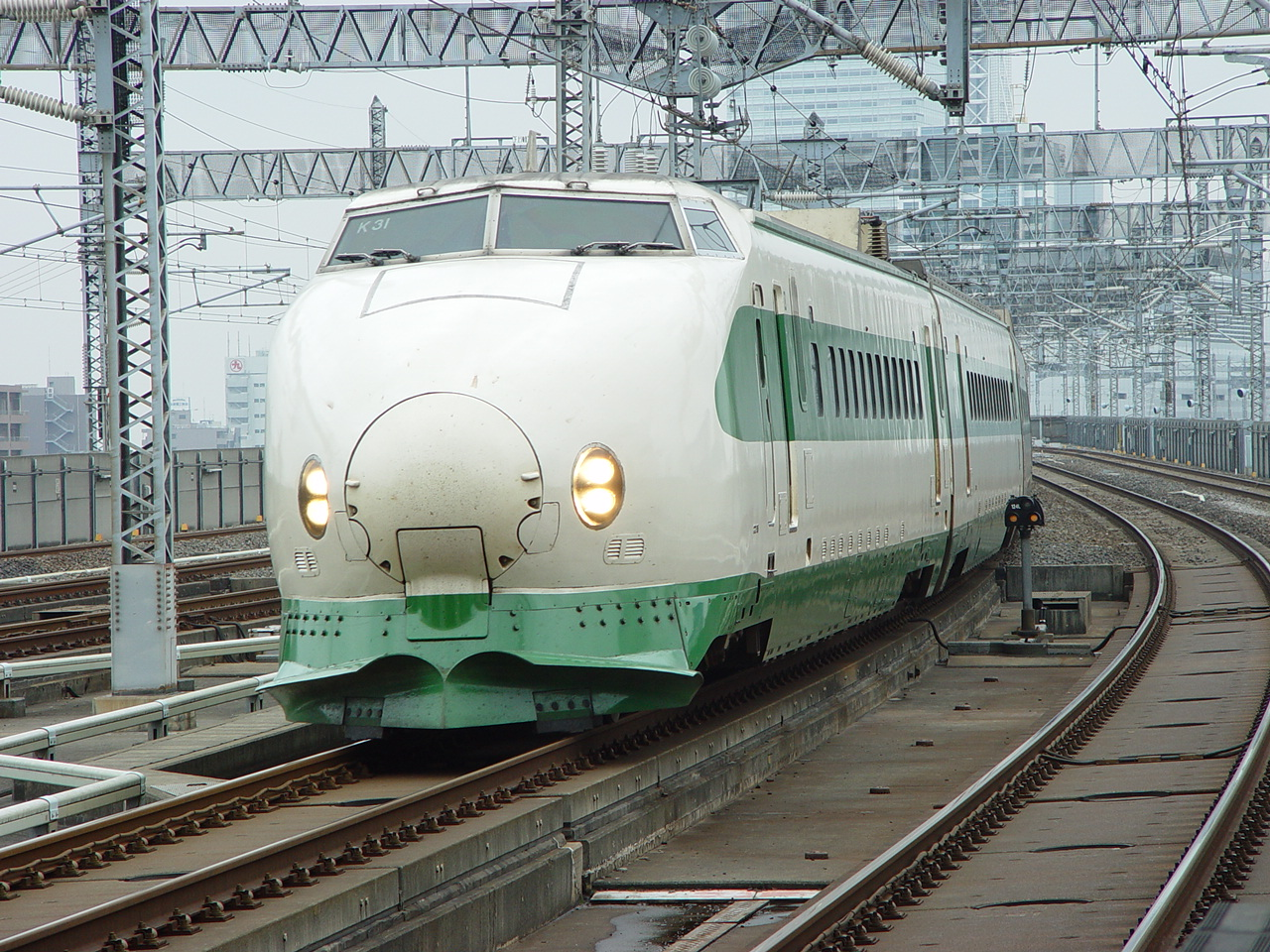
初代新幹線「なすの」に使用された200系

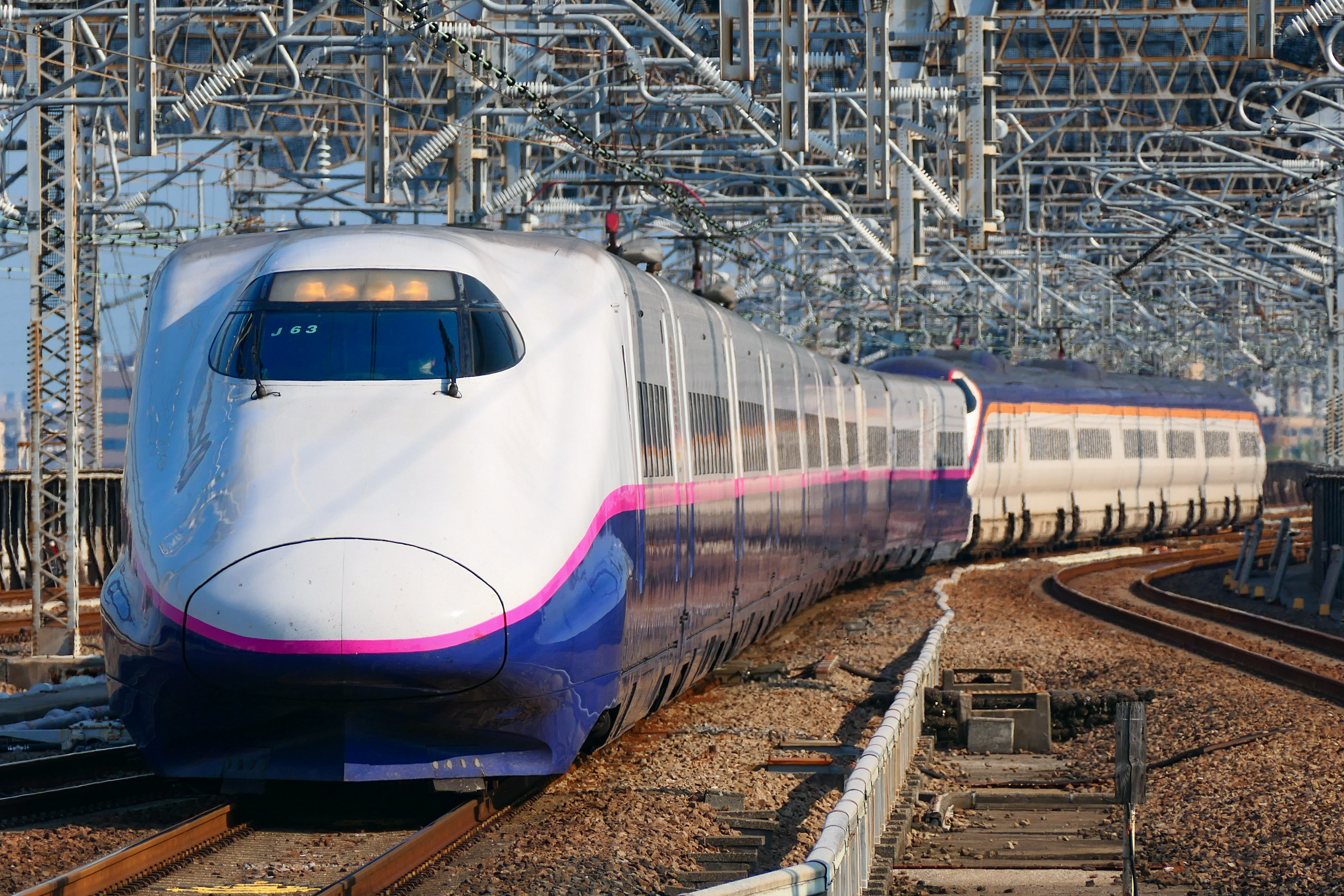
「なすの」に使用されるE2系とE3系

- 1995年（平成7年）12月1日：ダイヤ改正で、東北新幹線東京駅 - 那須塩原駅間で運転されていた「あおば」・「Maxあおば」を分離し、近距離新幹線「なすの」・「Maxなすの」となる[1][5]。また、在来線特急の名称を「おはようとちぎ」・「ホームタウンとちぎ」（2002年11月までは列車名に「新特急」を冠する）に変更[5]。
- 1997年（平成9年）
  - 3月22日：E2系0番台およびE3系0番台が営業運転開始。E3系0番台は200系およびE2系0番台と併結。
  - 10月1日：東北・上越新幹線の名称を行き先別に整理し、「あおば」・「Maxあおば」を廃止[6]。
  - 12月20日：E4系が営業運転開始。
- 1998年（平成10年）
  - 10月26日 - 12月7日：E3系0番台を1両（14号車）増結し、順次6両編成化。
  - 12月8日：E3系0番台の6両編成化完了[報道 2][報道 3]。東京駅 - 那須塩原駅間運転の「なすの」2往復を郡山駅まで延長[報道 4]。
- 1999年（平成11年）
  - 4月29日：E4系と400系の併結運転による「なすの」の運転を開始。
  - 12月4日：E1系の定期運用終了。「Maxなすの」はE4系のみの運用となる。E3系1000番台の営業運転開始（E4系と併結）。200系とE3系0番台の併結運転終了[報道 5]。
- 2000年（平成12年）12月2日：「なすの」上り2本がE4系「Maxなすの」（8両編成）に変更[報道 6]。
- 2001年（平成13年）
  - 9月20日：200系と400系およびE3系1000番台の併結運転終了。
  - 12月1日：早朝時間帯に小山駅 → 東京駅間の「なすの」上り1本増発[報道 7][報道 8][7]。
- 2002年（平成14年）
  - 9月10日 - 11月30日：E2系0番台を8両編成から10両編成に増結[報道 9]。
  - 12月1日：E2系1000番台の営業運転開始。200系・E1系の5号車が禁煙となる[報道 10][報道 11]。
- 2005年（平成17年）12月10日：一部の「Maxなすの」の運転区間を郡山駅まで延長。
- 2007年（平成19年）3月18日：全車両禁煙になる。
- 2008年（平成20年）12月20日：E3系2000番台の営業運転開始（E4系と併結）。
- 2010年（平成22年）4月18日：400系の定期運用終了。
- 2011年（平成23年）11月19日：200系の定期運用終了。
- 2012年（平成24年）
  - 3月17日：E5系「なすの」の営業運転開始。同時に、グランクラスの営業を開始（座席のみ）。E4系16両編成による「Maxなすの」の定期運用終了。E2系1000番台とE3系1000番台・2000番台の併結運転開始。
  - 9月29日：E4系の定期運用終了。「Maxなすの」を廃止し、列車名を「なすの」に統一。E4系とE3系1000番台・2000番台の併結運用終了。
- 2013年（平成25年）
  - 3月16日：E6系「なすの」の営業運転開始（E5系と併結）。
  - 9月28日：E2系とE3系0番台の併結運用終了[注 5]。
- 2015年（平成27年）3月14日：車内販売を全廃[報道 12]。
- 2020年（令和2年）
  - 4月8日：JR東日本が、新型コロナウイルス感染症（COVID-19）の拡大防止のため、同年4月9日 - 5月31日まで車内販売、グランクラスの指定席の発売および「なすの」のグランクラスの営業を中止することを発表[報道 13]。
  - 4月14日：JR東日本が、新型コロナウイルス感染症（COVID-19）の拡大防止のため、同年6月1日 - 6月30日まで、グランクラスの指定席発売を見合わせることを発表[報道 14]。
  - 4月27日：JR東日本が、新型コロナウイルス感染症（COVID-19）の拡大の影響により、同年5月28日以降の全列車の指定席発売を見合わせることを発表[報道 15]。
  - 5月8日：JR東日本が、新型コロナウイルス感染症（COVID-19）の拡大の影響により、同年5月28日以降に運転本数を削減することを発表[報道 16]。
  - 5月13日：JR東日本が、新型コロナウイルス感染症（COVID-19）の拡大防止により以下の運転計画および措置の実施を発表。
    - 同年5月21日以降、同年5月28日以降の列車の指定席発売を再開[報道 17]。
    - 同年7月1日以降、当面の間、グランクラスの指定席発売を見合わせ[報道 18]。
    - 利用客の減少に伴い、同年5月28日以降の定期列車の一部を運休し、臨時ダイヤによる運行を実施[報道 17]。

  - 5月19日：JR東日本が、同年5月21日以降の指定席発売を延期することを発表[報道 19]。
  - 5月22日：JR東日本が、国の緊急事態宣言が解除されたことを理由に、同年5月28日以降に計画していた臨時ダイヤによる運行の実施を取りやめ、定期列車の運行を継続することを発表[報道 20]。ただし、グランクラスのサービス中止は当面の間継続[報道 20]。
  - 6月19日：グランクラスの営業サービスを再開[報道 21]。
  - 10月31日：利用客の減少に伴い、E3系R編成の定期運用を廃止[8]。
- 2021年（令和3年）
  - 1月16日 : JR東日本が、新型コロナウイルス感染症（COVID-19）の感染拡大防止（緊急事態宣言再発令）のため、同日より当面の間、車内販売の中止、グランクラス指定席発売および「なすの」のグランクラスの営業を中止することを発表[報道 22]。
  - 3月13日：ダイヤ改正により上野駅 - 大宮駅間 （埼玉県内のみ） の最高速度を110 km/hから130 km/hに引き上げ、所要時間を短縮する[報道 23]。
- 2022年（令和4年）
  - 3月12日 : ダイヤ改正で次のように変更
    - 「なすの」284号が運転取りやめとなる。
    - グリーン車・グランクラスの料金を改定。
- 2024年（令和6年）
  - 3月16日 : ダイヤ改正で次のように変更
    - E3系1000番台の定期運用終了、E5系とE3系2000番台の併結運転開始。
    - E2系とE3系1000番台・2000番台の併結運転終了。